# Hanns Kilian
Hanns Kilian   (Garmisch-Partenkirchen, 2 de maig de 1905 - Garmisch-Partenkirchen, 17 d'abril de 1981) va ser un pilot de bobsleigh alemany que va competir a durant les dècades de 1920 i 1930.
El 1928 va prendre part en els Jocs Olímpics de Sankt Moritz, on guanyà la medalla de bronze en la prova de bobs a 5 formant equip amb Hans Heß, Sebastian Huber, Valentin Krempl i Hanns Nägle. Quatre anys més tard, als Jocs de Lake Placid guanyà una segona medalla de bronze en la prova del bobs a 4 fent equip amb Sebastian Huber, Max Ludwig i Hans Mehlhorn. En aquests mateixos Jocs fou cinquè en la prova de bobs a 2 junt a Sebastian Huber. La tercera i darrera participació en uns Jocs fou el 1936 a Garmisch-Partenkirchen, on fou cinquè en la prova de bobs a 2 i setè en la de bobs a 4.
Durant la seva carrera Huber guanyà tres medalles d'or al Campionat del Món de Bobsleigh i Skeleton, un en bobs a 2 (1931) i dos en bobs a 4 (1934, 1935); una de plata en bobs a 4 (1938) i dues de bronze en bobs a 2 i a 4 (1939).